# 1980年冬季残疾人奥林匹克运动会瑞士代表团
1980年冬季残疾人奥林匹克运动会瑞士代表团是瑞士派出的1980年冬季残疾人奥林匹克运动会代表团。获得4枚金牌、2枚银牌和4枚铜牌。